# ArchLabs
ArchLabs Linux fue una distribución liviana de Linux de liberación continua (rolling release) que utilizó Arch Linux como base, con el administrador de ventanas Openbox. La distribución estuvo inspirada en BunsenLabs y utilizó Arch Linux como base.
Actualmente está discontinuada, la última actualización fue el 7 de junio de 2023.

## Características
La distribución contenía "Al-Installer" como script de instalación, y también baph, un ayudante de AUR.

## Historia
La primera versión fue Mínimo, con un cambio en el panel tradicional de Openbox, de Tint2 a Polybar. También se introdujo en este lanzamiento el guion de bienvenida original, llamado "AL-Hello", que fue un guiño a la distribución "hermana" de BunsenLabs. Mínimo también fue el lanzamiento final que tuvo un nombre de distribución, los siguientes lanzamientos siguieron un patrón de numeración de YYYY.MM.
La versión 2018.02 trajo un script de bienvenida nuevo y mejorado de AL-Hello y muchos agregados y refinamiento a la experiencia ArchLabs.
La versión 2018.07 vio más mejoras en AL-Installer. Openbox continuaba siendo el escritorio predeterminado
Con el lanzamiento de 2018.12 llegó la eliminación del entorno en vivo y el script de instalación posterior "AL-Hello". Se han agregado opciones para elegir escritorios y gestores de ventanas, así como una selección de aplicaciones para AL-Installer (ALI). También se introdujo en esta versión el ayudante interno AUR y baph (Basic AUR Package Helper)

## Lanzamientos
| Color | Legend             |
| ----- | ------------------ |
| Red   | Version vieja      |
| Green | Último lanzamiento |
| Blue  | Lanzamiento futuro |

| Version | Nombre    | Fecha de realización | Kernel  |
| ------- | --------- | -------------------- | ------- |
| idea    | Start     | 010/1/2017           |         |
| Alpha   |           | 24/02/2017           |         |
| 1.0     |           | 03/03/2017           |         |
| 3.0     |           | 06/03/2017           |         |
| 3.4     |           | 07/04/2017           |         |
| 4.0     |           | 29/04/2017           |         |
| 4.1     | Yoda      | 04/06/2017           |         |
| 5.0     | R2-D2     | 07/07/2017           | 4.11.9  |
| 2017.09 | 17/9/2017 | 4.12.13              |         |
| 2017.10 | 2017.10   | 24/10/2017           | 4.13.19 |
| 2017.10 | LTS       | 24/10/2017           | 4.9.56  |
| 2017.12 | 2017.12   | 23/12/2017           | 4.13.3  |
| 2018.02 | 2018.02   | 26/02/2018           | 4.15.5  |
| 2018.03 | 2018.03   | 04/03/2018           | 4.15.6  |
| 2018.05 | 2018.05   | 11/05/2018           | 4.16.8  |
| 2018.07 | 2018.07   | 29/07/2018           | 4.17.10 |
| 2018.12 | 2018.12   | 18/12/2018           | 4.19.9  |
| 2019.01 | 2019.01   | 20/01/2019           | 4.20.3  |